# East Tisted
East Tisted – wieś w Anglii, w hrabstwie Hampshire, w dystrykcie East Hampshire. Leży 27 km na wschód od miasta Winchester i 77 km na południowy zachód od Londynu.